# جمعية التضامن الإجتماعي النسائي
جمعية التضامن الإجتماعي النسائي، هي جمعية خيرية تأسست عام 1944 في مدينة القدس برئاسة السيدة لولي أبو الهدى ومجموعة من سيدات القدس منهم (سائدة جارالله وسعاد القسيس، وكيتي أنطونيوس، وأمينة الحسيني وحرم إسكندر سابا). وفي عام 1945 تم تعيين هند الحسيني سكرتيرة للجمعية وفي عام 1946 تم إنتخاب زوجة اسكندر سابا "أمينة فخرية" لصندوق الجمعية. وكانت هي الجمعية الأم التي إنبثقت عنها مؤسسة دار الطفل العربي.

## عنها
للجمعية 22 فرع موزعين على المدن الفلسطينية وفرع بالمملكة الأردنية الهاشمية، أما المركز الرئيسي في القدس، ومقرها في دارربيحة الدجاني زوجة يحيى اللبابيدي في حي القطمون، عام 1946 نقلت إلى دار محمد صالح الحسيني في حي الشيخ جراح، التي كانت تقيم فيها حفيدته هند الحسيني. وبعد صدور قرار التقسيم في 29 تشرين الثاني 1947 أصدرت الجمعية نداء إلى كافة الفروع بتشكيل لجان إسعاف وكان هذا أخر عمل لها بسبب النكبة عام 1948.

## أهدافها
تلقت الجمعية مساعدة مالية من دائرة الشؤون الإجتماعية في حكومة الإنتداب، فتم اتهامها بأنها ذات أهداف سياسية وهي "نادٍ عربي بريطاني" وهذا أثار إستاء هند الحسيني مما دفعها للتواصل مع صاحب مجلة الحرية آنذاك لمقابلتها وردت على كافة التهم في العدد الصادر في 27 آيار 1946 وجاء فيه: إن عدد عضوات الجمعية في القدس، وهي المركز الرئيسي لباقي الجمعيات أكثر من مائة وكلهن من خيرة السيدات العربيات المثقفات، وأنهن لسن بنادٍ عربي بريطاني، بل جمعية خيرية لا غاية لها سوى رفع مستوى المرأة. وبناءً على هذا الرد أرسلت لولي أبو الهوى رسالة إلى حاكم لواء القدس بأنه تم تغيير المادة الخامسة من قانون الجمعية ليصبح بأن جميع المراسلات الرسمية المختصة بالجمعية ترسل باسم الأنسة هند الحسيني بواسطة جمعية التضامن الإجتماعي النسائي- محلة القطمون- القدس. وبعدها إستقالت أبو لولي وسافرت إلى مصر، وعُينت الأميرة شويكار "طليقة الملك فؤاد الأول" رئيسة فخرية للجمعية. وتسلمت هند الحسيني إدارتها تحت مسمى "المنظمة العامة للجمعيات" وبرئاسة كيتي أنطونيونس. وفي خطبة ألقتها الحسيني في حفلة نسائية في 19 آيار 1947 أن الهدف من إنشاء الجمعية هو إيواء أيتام الشهداء الذين قتلت حكومة الانتداب آبائهم وهدمت منازلهم خلال الثورة الفلسطينية، والحرب العالمية الثانية، وبذلت الجمعية جهوداً كبيرة في محو الأمية لدى النساء، حيث كانت تعقد دورات لهن في مدارس الإناث وأسست مكتبة متجولة وبازارات خيرية لجمع التبرعات ومشاغل للخياطة في القدس.
وكان للجمعية دور كبير في نشر التعليم في القرى الفلسطينية من خلال ندواتٍ نظمتها محطة الشرق الأدنى للإذاعة العربية وعبر مجلة أصدرتها في شهر كانون الثاني عام 1947. كما نظمت رحلات إلى عمان والقاهرة خلال الفترة (1945-1947). وفي 14 آذار 1947 أقامت الجمعية عرضاً سينمائياً للفيلم المصري "ساعة التنفيذ" في بئر السبع بالتنسيق مع قائم مقام المدينة وشركة توزيع أفلام الدجاني، بالإضافة إلى حفلة خيرية سينمائية على مسرح سينما ركس في القدس في 14 تشرين الثاني 1947.

## أنظر أيضاً
- دار الطفل العربي.
- هند الحسيني.